# Twierdzenie o granicy funkcji złożonej
Twierdzenie o granicy funkcji złożonej – twierdzenie analizy matematycznej pozwalające znaleźć granicę funkcji złożonych.

## Założenia
- Dziedzina funkcji {\displaystyle f} zawiera zbiór wartości funkcji {\displaystyle g} w przedziale otwartym zawierającym {\displaystyle x_{0}.}
- Funkcja {\displaystyle g} ma w {\displaystyle x_{0}} granicę {\displaystyle y_{0}.}
- {\displaystyle y_{0}} jest punktem skupienia dziedziny funkcji {\displaystyle f.}
- Funkcja {\displaystyle f} ma w {\displaystyle y_{0}} granicę {\displaystyle z.}
- W dowolnym (dowolnie małym) otoczeniu {\displaystyle x_{0}} istnieją punkty, w których funkcja {\displaystyle g} przyjmuje wartości różne od {\displaystyle y_{0}.}

## Teza
Wówczas {\displaystyle \lim _{x\to x_{0}}f(g(x))} istnieje i jest równa {\displaystyle z.}
Przykład na istotność ostatniego założenia:
{\displaystyle g(x)\equiv 1}
{\displaystyle f(x)={\begin{cases}1&{\mbox{dla }}x=1,\\0&{\mbox{dla }}x\neq 1.\end{cases}}}
Wówczas założenie nie jest spełnione i {\displaystyle \lim _{x\to 0}f(g(x))=1\neq 0=\lim _{y\to 1}f(y).}